# Gegants del Districte d'Horta-Guinardó
Els Gegants del Districte d'Horta – Guinardó són una parella gegants, en Perot Rocaguinarda i la Bugadera d'Horta nascuda de la voluntat de crear unes figures que representessin tots els barris del districte.
El gegant figura en Perot Rocaguinarda, un bandoler del segle xvii que segons la llegenda robava als rics i repartia el botí entre els més necessitats. Actuava principalment a la comarca d'Osona, però quan venia a Barcelona pernoctava al Mas Guinardó i als voltants. Porta una indumentària pròpia d'un bandoler elegant, amb guardapit, barret i capa, i a la mà hi duu el pergamí amb l'indult que diuen que va obtenir a les acaballes de la vida.
La geganta representa una de tantes bugaderes de l'antiga vila d'Horta que baixaven a Barcelona a recollir la roba dels benestants i pujaven a rentar-la als safareigs del barri, alguns dels quals encara es conserven avui. Va vestida amb brusa, cosset i davantal, indumentària pròpia de les dones treballadores de l'època, i porta un cistell amb roba neta.
Les figures s'encarregaren a l'escultor Xavier Jansana, que les va enllestir el 1986 i es pogueren estrenar a la festa major d'Horta d'aquell mateix any.
La Colla de Geganters del Guinardó és, des de sempre, l'encarregada de fer-los sortir a ballar en trobades i cercaviles, com també en festes especials de la ciutat i de tot Catalunya, però sobretot els treu a les festes majors dels barris del districte, on fan d'amfitrions.